# گل‌کوب
گُل‌کوبان یا گُل‌چینان یا پرندگان گُل‌خوار(نام علمی: Dicaeidae) نام یک تیره از زیرراسته پرنده آوازخوان است.